# Igiaba Scego
Igiaba Scego (Rome, 1974) est une écrivaine italienne, d'origine somalienne.

## Biographie
Après ses études en langues et littératures étrangères à l'université La Sapienza de Rome et un doctorat de recherche en pédagogie à l'université Roma Tre, elle s'occupe maintenant d'écriture, de recherche et journalisme, ayant pour thème le dialogue interculturel et la migration. Elle travaille avec de nombreuses revues qui s'occupent de migration, cultures et littératures africaines comme Latinoamerica, Carta, El Ghibli et Migra.

## Activités
Son travail, non dépourvu de références autobiographique, (la famille d'Igiaba Scego s'est enfui de la Somalie, à la suite du coup d'État de Siad Barre en 1969), se place entre les deux réalités culturelles avec lesquelles l'écrivaine se confronte : d’un côté la somalienne, qui représente sa culture d'origine, et de l’autre l’italienne, celle de son vécu quotidien. Elle-même se définit comme « somalienne d'origine et italienne par vocation ».
En 2003 elle a gagné le prix Eks&Tra, réservé aux écrivains migrants avec le récit  Salsicce et a publié son premier roman, La nomade che amava Alfred Hitchcock.
Elle collabore avec les quotidiens La Repubblica et Il Manifesto et s’occupe de la rubrique d'actualité I colori di Eva, pour la revue Nigrizia.
En 2006, avec Ingy Mubiayi, elle a coordonné le recueil de récits, Quando nasci è una roulette. Giovani figli di migranti si raccontano, l’histoire de sept jeunes d’origine africaine et leur rapport avec l’Italie.
Depuis 2006, elle participe au Festival de la littérature de Mantoue. Notamment en 2007 elle participe aux workshop de WikiAfrica avec entre autres la participation de Marco Aime, Cristina Ali Farah, Livia Apa, Bili Bidjocka, Frieda Brioschi, Sylviane Diop, Elio Grazioli, Tahar Lamri, Edoardo Marascalchi, Simon Njami, Paola Splendore, Alessandro Triulzi et Itala Vivan. Ainsi qu'en 2008 toujours à l'intérieur du programme de WikiAfrica conçu par la Fondation lettera27 avec la participation de Gaston Kaboré, Sami Tchak, Nuruddin Farah, Abdourahman A. Waberi, Cristina Ali Farah, Paola Splendore, Alessandro Triulzi, Alessandra di Maio, Federica Sossi, Gabriele Del Grande, Marco Carsetti, Dagmawi Yimer et Iolanda Pensa.
Elle collabore à la section "sons et paroles des migrations" du projet confini/frontières promu par la Fondation lettera27 et qui se propose de puiser au patrimoine écrit, oral et musical des migrants africains en Italie pour valoriser leurs modalités de représentations artistique et littéraire.